# Episodi de Il nostro amico Charly (quinta stagione)
| nº | Titolo originale             | Titolo in italiano     | Prima TV Germania | Prima TV Italia |
| -- | ---------------------------- | ---------------------- | ----------------- | --------------- |
| 1  | Neue Freunde                 | Nuovi amici            | 1º gennaio 2000   |                 |
| 2  | Entscheidungen               | Finalmente sposi       | 8 gennaio 2000    |                 |
| 3  | Der blinde Passagier         | Il clandestino         | 15 gennaio 2000   |                 |
| 4  | Sorgenkinder                 | Andrea                 | 22 gennaio 2000   |                 |
| 5  | Andrea in Gefahr             | Padre e figlia         | 29 gennaio 2000   |                 |
| 6  | Vertrauenssache              | La scommessa           | 5 febbraio 2000   |                 |
| 7  | Der Rosenkavalier            | L'ammiratore           | 12 febbraio 2000  |                 |
| 8  | Der Schein trügt             | Omissione di soccorso  | 19 febbraio 2000  |                 |
| 9  | Mitten ins Herz              | Charly poliziotto      | 26 febbraio 2000  |                 |
| 10 | Kinder, Kinder               | Il buon samaritano     | 11 marzo 2000     |                 |
| 11 | Charly, der Schatzsucher     | Il tesoro              | 18 marzo 2000     |                 |
| 12 | Albträume                    | Atterraggio di fortuna | 25 marzo 2000     | 27 agosto 2001  |
| 13 | Lehrgeld                     | L'eredità              | 1º aprile 2000    |                 |
| 14 | Masse statt Klasse           | Gelosia                | 8 aprile 2000     |                 |
| 15 | Charly schließt Freundschaft | Charly fa amicizia     | 15 aprile 2000    |                 |